# 艾曼紐·貝考
艾曼紐·貝考（法語：Emmanuelle Bercot，1967年11月6日—）是法國女演員、導演、編劇。2001年她開始執導劇情長片，她於2013年執導的《她的搖擺上路》進入第63屆柏林電影節正式競賽片單元。
2015年，她執導的電影《烈焰青春》獲選為第68屆坎城影展開幕片，該屆她也因演出《我心深愛的國王》而獲得最佳女演員獎。

## 外部連結
- Emmanuelle Bercot在互联网电影资料库（IMDb）上的資料（英文）